# Vivek Shraya
Vivek Shraya (Edmonton, 15 de fevereiro de 1981) é uma musicista, escritora e artista visual canadiana. Ela foi sete vezes finalista do Prêmio Literário Lambda e é considerada uma Grande Cineasta Canadense do Futuro pela CBC Arts.
Shraya se dedica a levar oportunidades de escrita criativa para escritores BIPOC emergentes por meio da fundação de sua premiada editora VS. Books, que serve como uma "oportunidade de orientação e publicação" para esses escritores.
Shraya também é diretora do conselho da Fundação Tegan and Sara, que luta pela saúde, justiça econômica e representação de mulheres LGBTQ.
How to Fail as a Popstar, uma websérie adaptada de sua peça teatral e livro de mesmo nome, estreou em 2023 na CBC Gem.

## Carreira

### Como musicista
Shraya começou a escrever músicas aos treze anos de idade e lançou seu primeiro álbum, THROAT, em 2002. Desde então, ela lançou uma dúzia de álbuns solo em diversos gêneros, incluindo If We're Not Talking (2007), Keys & Machines (2009) e 1:1 (2011). Shraya também criou dois álbuns, Bronze (2015) e Angry (2018), com sua banda, Too Attached, que ela e seu irmão, Shamik Bilgi, formaram em 2015. Ela fez extensas turnês pela América do Norte, tanto como artista solo quanto com Too Attached, dividindo o palco com Tegan and Sara, Dragonette, Melanie C, Team Dresch, Melissa Ferrick, Brian Byrne, Greg MacPherson e Bonjay.
O álbum de 2017 de Shraya, Part-Time Woman, uma colaboração com a Queer Songbook Orchestra, foi nomeado um dos 17 melhores álbuns canadenses de 2017 pela CBC Arts e pré-selecionado para o Polaris Music Prize de 2018.

### Como escritora
Em 2010, Shraya publicou seu primeiro livro, God Loves Hair, uma coleção ilustrada de 21 contos interligados sobre uma criança morena e de gênero queer que cresceu em uma família de imigrantes em Alberta. God Loves Hair foi indicado ao Prêmio Literário Lambda de 2011 na categoria Infantil/Jovem Adulto. O segundo livro de Shraya, She of the Mountains, um romance lírico que consiste em duas histórias de amor interligadas, foi nomeado um dos 100 melhores livros de 2014 do jornal canadense The Globe and Mail, e indicado para o Prêmio Literário Lambda de 2015 para Ficção Transgênero. Shraya recebeu a Honra de Distinção no Prêmio Dayne Ogilvie de 2015.
Em 2016, Shraya lançou sua coleção de poesia de estreia, even this page is white, uma exploração incisiva dos efeitos do racismo e do colonialismo cotidianos no Canadá que ganhou um prêmio Publishing Triangle de 2017 e foi pré-selecionada para o Canada Reads da CBC. The Boy & The Bindi, um livro infantil ilustrado sobre o fascínio de um menino pelo ponto na testa de sua mãe, também foi publicado em 2016. O primeiro livro de não ficção de Shraya, I'm Afraid of Men, foi lançado em agosto de 2018.
Em 2017, Shraya fez uma parceria com a Arsenal Pulp Press para criar uma marca, a VS. Books. Através do VS. Books, Shraya apoia jovens escritores negros fornecendo orientação durante os processos de escrita e edição e publicando um livro de um artista emergente diferente a cada ano. O primeiro VS. título, a coletânea de contos de Téa Mutonji, Shut Up You're Pretty, foi publicada em 2019.
O primeiro trabalho de não ficção gráfica de Shraya, Death Threat, foi publicado pela Arsenal Pulp Press em 2019. Ness Lee fez a arte visual do livro.
O segundo romance de Shraya, The Subtweet, foi publicado em 7 de abril de 2020 pela ECW Press. O livro é focado em uma intensa amizade entre duas mulheres musicistas negras.
Quill & Quire revisou The Subtweet em março de 2020, concluindo que "Enquanto luta com as realidades políticas do trabalho nas artes e da navegação nas mídias sociais, The Subtweet também elucida certos modos de pensamento de justiça social. A narrativa de Shraya rejeita as maneiras como as formulações tradicionais e da cultura pop de justiça social são usadas para promover agendas desalinhadas com os princípios de equidade. Ela critica as maneiras pelas quais a retórica da justiça social pode ser usada como uma arma para fins de autoengrandecimento ou busca de vinganças pessoais. The Subtweet tenta empurrar o leitor para uma perspectiva mais crítica e encorajá-lo a ser mais cético em relação ao que sai da boca de figuras públicas, especialmente quando dinheiro e política estão envolvidos."
O livro de Shraya de 2022, People Change, foi publicado pela editora Penguin Random House e foi incluído na lista da CBC Books de "26 livros canadenses para ler no mês do orgulho".

### Na mídia e artes sociais
Shraya criou cinco curtas-metragens que foram exibidos em festivais no Canadá e internacionalmente. Em 2016, ela lançou uma série de fotos, Trisha, apresentando fotos antigas de sua mãe exibidas ao lado de recriações contemporâneas das imagens com a própria Shraya como tema. Este projeto foi exibido em galerias por toda a América do Norte e uma versão digital de Trisha circulou internacionalmente.
Antes de se assumir trans em 15 de fevereiro de 2016, Shraya fez o filme Seeking Single White Male em 1º de agosto de 2010. Este filme retrata um conjunto de fotos de Shraya alterando cada vez mais suas feições para aquelas mais associadas a uma pessoa caucasiana. As imagens retratam o clareamento de seus cabelos castanhos para loiros, além do uso constante de lentes de contato azuis sobre seus olhos castanhos. Em uma publicação em seu site, pouco mais de dois anos após a publicação original, Shraya compartilha que o propósito por trás do filme era "mostrar como a internalização do racismo pode se manifestar externamente". Uma análise de Seeking Single White Male concluída em junho de 2019 revela que "os comentários incorporados neste vídeo abordam claramente a existência de concepções racializadas de desejabilidade dentro da comunidade gay em Ontário, Canadá". Antes de 2010, Shraya alterou sua aparência para parecer mais caucasiana em resposta às "concepções racializadas de desejabilidade" nos bares gays de Edmonton que ela frequentava. Seeking Single White Male foi exibido em várias exibições, incluindo o Vancouver Queer Film Festival em 2011 e o Reel Asian International Film Festival em Toronto, Ontário, em 2012.
O primeiro trabalho teatral de Shraya estreou em 18 de fevereiro de 2020. A obra se chama How to Fail as a Popstar, narrando "sua jornada para o 'não exatamente' estrelato da música pop. Uma reflexão sobre o poder da cultura pop, sonhos, decepções e autodeterminação, esta performance surpreendente é um triunfo em encontrar a voz autêntica de alguém." A peça inclui canções originais escritas e interpretadas por Shraya.
Em 2020, Shraya fez uma parceria com a Pantene em seu projeto global Hair Has No Gender, destacando a importância do cabelo na identidade e transição de uma pessoa trans ou de gênero não binário. O filme da campanha incluiu uma conversa sobre autoexpressão e apoio familiar entre Shraya e seu pai, Mohan Bilgi.
Shraya também compôs músicas para a série de televisão Sort Of. Ao lado de Emily Persich, Moël, Terrell Morris, Shan Vincent de Paul e Ceréna, ela ganhou o Canadian Screen Award de Melhor Música Original em Série de Comédia no 11.º Canadian Screen Awards em 2023.

## Vida pessoal
Vivek Shraya se identifica como bissexual. Em 15 de fevereiro de 2016, Shraya também se assumiu transgênero  e anunciou por meio de sua conta no Facebook que agora está usando os pronomes ela/dela.

## Discografia
- 2002: Samsara: The Sketches (em inglês)
- 2003: THROAT EP (em inglês)
- 2005: A Composite of Straight Lines (em inglês)
- 2007: If We're Not Talking (em inglês)
- 2008: If We're Not Talking Single (em inglês)
- 2009: Keys & Machines (em inglês)
- 2017: Part Time Woman (em inglês)
- 2023: Baby, You're Projecting (em inglês)

## Obras publicadas
- 2010: God Loves Hair (em inglês)
- 2014: She of the Mountains (em inglês)
- 2016: even this page is white (em inglês)
- 2016: The Boy & the Bindi (em inglês)
- 2018: I'm Afraid of Men (em inglês)
- 2019: Death Threat (em inglês)
- 2020: The Subtweet (em inglês)
- 2022: Next Time There's a Pandemic (em inglês)
- 2022: People Change (em inglês)